# ریدز (کارولینای شمالی)
ریدز (به انگلیسی: Reeds) یک منطقهٔ مسکونی در ایالات متحده آمریکا است که در شهرستان دیویدسن، کارولینای شمالی واقع شده‌است.